# STRN3
STRN3‏ (Striatin 3) هوَ بروتين يُشَفر بواسطة جين STRN3 في الإنسان.

## التفاعل
ثبت أن STRN3 يتفاعل مع:
- CTTNBP2NL[4]
- CTTNBP2[4]
- FAM40A[4]
- MOBKL3[4]
- PDCD10[4]
- PPP2CA[4]
- PPP2R1A[4]
- RP6-213H19.1[4]
- STK24[4][5]
- STRN[4]